# El sueño de Andalucia
El Sueño de Andalucia est un film franco-espagnol réalisé par Luis Lucia Mingarro, sorti en 1951.

## Synopsis
Juanito, humble marchand de poteries, devient matador et part faire carrière au Mexique, laissant sa fiancée derrière lui. Malgré l'éloignement et les intrigues d'une troublante chanteuse viennoise, sa flamme pour la douce Dolorès, sa future femme, ne faiblira pas.

## Fiche technique
Source principale de la fiche technique :
- Titre : El sueño de Andalucia
- Réalisation : Luis Lucia Mingarro
- Scénario : Jean-Pierre Feydeau, Luis Lucia Mingarro et Robert Vernay
  - Dialogues : Jean-Pierre Feydeau
- Direction artistique : Jacques Villet
- Musique originale : Francis Lopez
- Décors : Guy de Gastyne
- Costumes : Victor Noeppel et Pierre Nourry
- Photographie : Cecilio Paniagua
- Son :
- Montage : Marthe Poncin
- Production : Edouard Harispuru, Mario Bruitte et Albert Dodrumez
- Société de production : Columbia Films , Compagnie Commerciale Française Cinématographique , Union des Distributeurs Indépendants  et C.E.A.
- Distribution :
  -  Espagne : C.E.A.
  -  France : Columbia Films, Compagnie Commerciale Française Cinématographique, Yunic Films
  -  Belgique : Standard Films
- Budget :
- Pays :  France,  Espagne
- Format : Couleur (Gévacolor) - Son : Monophonique (Western Electric Sound System) - 1,37:1 - Format 35 mm
- Genre : Romance et film musical
- Durée : 94 minutes
- Date de sortie :
  - Espagne : 16 avril 1951

## Distribution
Source principale de la distribution :
- Luis Mariano : Juanito Var
- Carmen Sevilla : Dolorès / Estrellita
- Arlette Poirier : Fanny Miller
- Perrette Souplex : Pilar
- Liliane Bert : Greta
- Andrée Moreau : Doña Augustias
- José Nieto : Vicente
- Enrique Guitart : Rodriguez Valiente
- Fernando Sancho
- Léon Berton : le secrétaire
- Janine Zorelli
- Jean Berton : le commissaire
- Alexandre Rignault : Pancho
- Robert Arnoux : Schnell
- Noël Roquevert : Ricardo Garcia
- Maurice Baquet : Pepe
- Marujita Díaz
- Paul Demange : le régisseur

## Autour du film
El Sueño de Andalucia est la version espagnole du film Andalousie réalisé par Robert Vernay, sorti la même année, avec la même troupe technique et artistique.